# مولتیپل میلوما
میلوم متعدد (به فرانسوی: Myélome) یا مولتیپل میلوما (به انگلیسی: Multiple myeloma) تکثیری بدخیم در پلاسماسل‌ها است که از یک کلون منفرد ایجاد می‌شود. تظاهرات آن به صورت درد استخوان یا شکستگی، نارسایی کلیه، استعداد به عفونت، کم خونی، هایپرکلسمی می‌باشد.

## رشدهای ناهنجار پلاسماسل
رشدهای ناهنجار پلاسماسل، بیماری‌هایی هستند که در آن‌ها نوع خاصی از سلول‌های خونی بنام " پلاسماسل " (Plasma cell) سرطانی می‌شوند. این سلول‌ها از نوعی گلبول‌های سفید خون بنام لنفوسیت B ساخته می‌شوند، پلاسماسل‌ها تولیدکننده پادتن یا آنتی‌بادی‌ها هستند. هنگامی‌که این سلول‌ها سرطانی می‌شوند ممکن است مقادیر معتنابهی پادتن و ماده‌ای بنام " پروتئین - M " تولید کنند که در خون و ادرار یافت می‌شود. انواع متعددی از بدخیمی‌های پلاسماسل وجود دارد. شایع‌ترین آن " مالتیپل میلوما " نامیده می‌شود. پلاسماسل‌های بدخیم می‌توانند در استخوان تجمع کرده و توده‌های کوچکی بنام " پلاسموسیتوم " به وجود آورند.

## علائم بالینی
در مولتیپل میلوما پلاسماسل‌های سرطانی در مغز استخوان یافت می‌شوند. مغز استخوان مولد گلبولهای قرمز، گلبولهای سفید و پلاکتها می‌باشد. افزایش سلول‌های سرطانی باعث کاهش سلول‌های خونی و نهایتاً کم خونی می‌شود. همچنین ممکن است پلاسما سل‌ها باعث شکسته شدن استخوان شوند. علائم شایع درد شدید و عمیق در استخوان‌های درگیر، کاهش وزن، علایم کم‌خونی نظیر ضعف، رنگ پریدگی، خستگی و تنگی نفس است. سندرم هیپرویسکوزیته (افزایش ویسکوزیته خون) از تظاهرات نادر است. کرایوگلبولین‌ها، ایمونو گلبولین‌هایی هستند که در درجه حرارت کمتر از ۳۷ درجه سانتیگراد تمایل به رسوب دارند. کرایوگلبولین‌های مونوکلونال معمولاً با یک اختلال هماتولوژیک مشخص همراه هستند و غالباً بدون علامت‌اند.

## شیوع
این بیماری می‌تواند مغز همه استخوان‌ها را درگیر سازد ولی شایع‌ترین مکان‌های درگیری عبارتند از ران، کمر، لگن یا بالای بازو. این بیماری در مردان سنین ۷۰–۵۰ سال شایع‌تر است.
مولتیپل میلوما در کشاورزها و افرادی که با چوب و چرم و مشتقات نفتی کار می‌کنند، بیشتر دیده می‌شود.
با افزایش سن، ریسک ابتلا به بیماری هم بیشتر می‌شود.
وقوع مالتیپل میلوما در سن ۶۸ سالگی است و وقوع آن در سنین زیر ۴۰ سال نادر است.
بروز سالیانه آن ۴ نفر به ازای هر ۱۰۰ هزار نفر است.
در مردان شایع تر است و در سیاه پوستان دو برابر سایر نژادها دیده می‌شود
مالتیپل میلوما %۱ از سرطان‌های سفید پوستان و %۲ سرطان‌های سیاه پوستان را تشکیل می‌دهد.
۱۳٪ بدخیمی‌های خونی در سفیدپوستان و %۳۳ از بدخیمی‌های خونی در سیاه پوستان را مولتیپل میلوما تشکیل می‌دهد.
در کشورهای توسعه یافته شایع تر است ولی در همه جای دنیا با وجود متغیرهای زیاد، پروگنوزها مانند هم هستند.

## مرحله بندی مولتیپل میلوما
مرحله I مولتیپل میلوما: در این مرحله، نسبتاً تعداد کمی از سلول‌های سرطانی در بدن پخش شده‌اند. تعداد گلبول‌های قرمز خون و میزان کلسیم خون طبیعی است. هیچ توده‌ای (پلاسموسیتوم) در استخوان یافت نمی‌شود. مقدار پروتئین - M در خون و ادرار بسیار ناچیز است. ممکن است بیماری علامت و نشانه بالینی نداشته باشد.
مرحله II مولتیپل میلوما: در این مرحله سلول‌های سرطانی به تعداد نه کم و نه زیاد در بدن پخش شده‌اند.
مرحله III مولتیپل میلوما: تعداد نسبتاً زیادی سلول‌های سرطانی در بدن پخش شده‌اند. همچنین ممکن است یک یا تعداد بیشتری از موارد زیر دیده شود:
۱- کاهش تعداد گلبول‌های قرمز که منجر به کم خونی شده‌است. ۲- میزان کلسیم خون به دلیل آسیب استخوان‌ها بسیار افزایش یافته‌است. ۳- بیش از ۳ توده استخوانی (پلاسماسیتوم) یافت می‌شود. ۴- مقادیر بالای پروتئین - M در خون یا ادرار دیده می‌شود.

## درمان
تالیدومید همراه با دگزامتازون (خط اول درمان)، داروهای ضدسرطان (شیمی درمانی)، بیس فسفونات‌ها ازجمله زولدرونیک اسید و آلندرونیت، داروهای کورتونی، مسکن‌ها، آنتی‌بیوتیکها برای مقابله با عفونت‌ها و تزریق خون در صورت شدید بودن کم‌خونی، پیوند سلول‌های بنیادی مغز استخوان به روش اتولوگ و آلوژن قابل انجام است.
در صورتی‌که طحال بیمار بزرگ شده باشد، ممکن است بیمار نیاز به عمل جراحی برداشت طحال (اسپلنکتومی)(Splenectomy) پیدا کند. اگر میزان پروتئین - M موجود در خون خیلی زیاد باشد، ممکن است خون بیمار نیاز به تصفیه و تعویض پلاسما داشته باشد که تحت عنوان " پلاسما فرز (Plasmapheresis) نامیده می‌شود.

### درمان با روشکریسپر
پژوهشگران دانشگاه پنسیلوانیا با پذیرش دو داوطلب (که یکی از آن‌ها به مولتیپل میلوما و دیگری به سارکوم مبتلا بودند) که درمان‌های متداول نتوانسته بود جلوی پیشرفت بیماری آن‌ها را بگیرد، از روش کریسپر استفاده کرده و سلول‌های سیستم دفاعی بدن آن‌ها را با نمونه‌های دستکاری و تقویت شده جایگزین نمودند.
البته هنوز از میزان تأثیرگذاری روش جدید در درمان سرطان این دو داوطلب اطلاعی در دست نیست و محققان اظهار داشته‌اند که تا پایان دوره درمانی و همچنین آزمایش کریسپر روی ۱۶ داوطلب دیگر، جزئیات پژوهش منتشر نخواهد شد.
در آزمایش اخیر، سلول‌های دفاعی بیماران خارج از بدن آن‌ها دستکاری شده و سپس به بدن بازگشته‌اند. دانشمندان هنوز موفق به دستکاری ژنتیکی سلول‌های داخل بدن نشده‌اند.

### درمان با استفاده از xpovio به کمک دگزامتازون
اخیراً FDA این درمان را تأیید کرده که البته می‌بایست به بیمارانی که حداقل چهار درمان نا موفق را تجربه کرده‌اند تجویز شود
ref>https://www.statnews.com/2019/07/03/fda-approves-new-multiple-myeloma-drug-despite-toxicity-concerns/</ref>

## نگارخانه

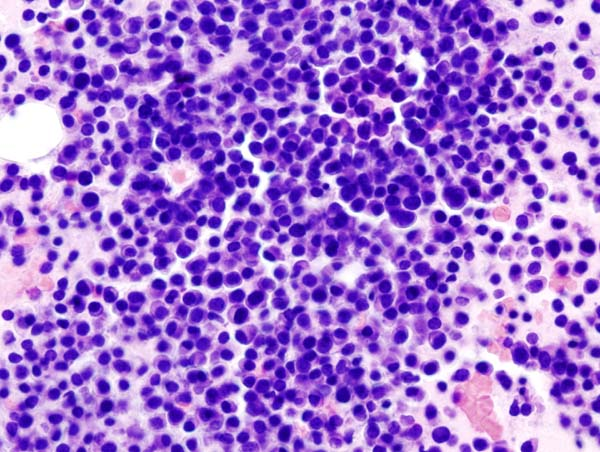
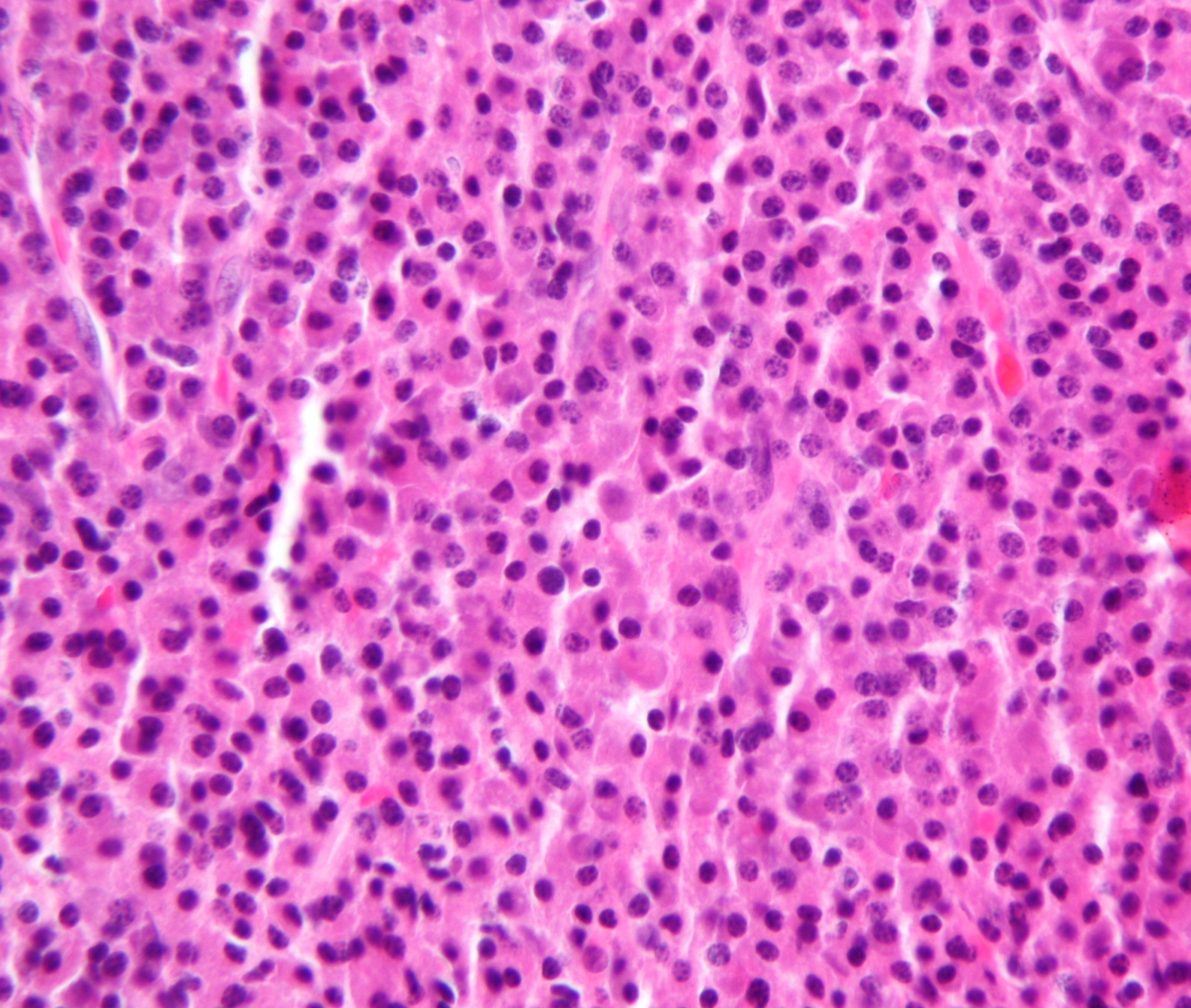